# 보이오토스
보이오토스(Boeotus)는 그리스 신화에 나오는 보이오티아인의 시조이다. 암픽티온의 아들 이토노스와 님프 멜라니페의 아들이다. 암픽티온은 제우스가 타락한 인류를 멸망시키기 위하여 일으킨 대홍수로부터 살아남은 데우칼리온과 피라의 아들이다. 다른 이야기로는 바다의 신 포세이돈이 멜라니페와 관계를 맺어 태어난 아들로서 아이올로스의 형제이다. 멜라니페의 아버지는 처녀의 몸으로 아기를 낳은 딸의 눈을 멀게 하고, 손자들을 들짐승의 먹이가 되도록 내버렸다. 멜라니페의 아버지는 '바람의 지배자' 아이올로스라고도 하고, '헬렌의 아들' 아이올로스 또는 데스몬테스라고도 한다. 버려진 보이오토스 형제는 양치기에게 발견되어 자식이 없는 이카리아 왕 메타폰토스의 양자가 되었다.